# Polly Plummer
Polly Plummer (1889-1949) es uno de los personajes  principales Las Crónicas de Narnia, serie creada por 
C. S. Lewis. Ella aparece en dos de los siete libros: El sobrino del mago y en La última batalla. Se convierte en la primera niña que viaja al mágico país de Narnia, presenciando su fundación.vive con su madre y su padre frente de la casa de su amigo Digory.

## Biografía.

### EnEl Sobrino del Mago
Polly nació en 1889 en el Reino Unido. Aparece en “El sobrino del mago” (el sexto libro en publicarse pero el primero en orden cronológico). Ella es una chica de once años que vive en Londres, Inglaterra y es la vecina de Digory Kirke. Ellos entablaron una gran amistad y se juntaban para jugar frecuentemente en el ático, ático el cual conectaba sus  casas.
La aventura empieza cuando ambos niños entran el estudio del tío de Digory: Andrew. Este creó dos anillos mágicos que transportan a quien los usa al Bosque entre los Mundos. El tío Andrew le dice a Polly que se pruebe uno de los anillos, cuando ella desaparece,  Digory, con el otro anillo, la sigue.
Luego de reunirse en el “Bosque”, ellos entran en el decadente mundo de Charn. Allí, a pesar del aviso de Polly, Digory rompe el hechizo que retenía a Jadis: la futura Bruja Blanca. Ellos logran escapar pero Jadis los sigue a través del “Bosque” hasta Londres. Después, Polly ayuda a Digory a regresarla al Bosque entre los Mundos. Juntos, encuentran un nuevo mundo: Narnia; donde son testigos de su creación por Aslan, el león. Los niños y un cochero llamado Frank (que llegó allí por accidente).son los únicos que no se alarman ni por Aslan ni por su canción.
Luego de una serie de cortas aventuras, regresan a Inglaterra, donde fortalecen su amistad.

### EnLa Última batalla
En el último libro (en orden de publicación y cronológico), Polly es una persona mayor. Ella se pone en contacto con los otros “amigos de Narnia” y está presente cuando el rey Tirian aparece solicitando ayuda. Se la ve como una adulta amigable y querible, e insiste en que la llamen “Tía Polly”. Ella muere en un accidente de tren camino a Bristol en 1949 y es transportada al país de Aslan con los otros. Cuando llega a Narnia, se vuelve joven nuevamente, como Digory.
- Datos: Q2206150